# Weiße Frau (Briloner Höhen)
Die Weiße Frau ist eine 572 m hohe Erhebung auf der Briloner Hochfläche im Sauerland. Sie befindet sich nordöstlich von Messinghausen und östlich von Rösenbeck. Sie ist namensgebend für das Naturschutzgebiet Weiße Frau / Rösenbecker Burg.